# 天仓增十二
鯨魚座30，又名BD-10 238，HD 6706、SAO 147622、HR 329，是鯨魚座的一颗恒星，视星等为5.82，位于銀經136.22，銀緯-72.24，其B1900.0坐标为赤經1h 2m 44.5s，赤緯-10° -72.24′ 14″。